# Popis vrsta roda Salix
Popis vrsta roda Salix
1. Salix abscondita Laksch.
2. Salix acmophylla Boiss.
3. Salix acutifolia Willd., Kaspijska vrba
4. Salix aegaea Cambria, C.Brullo, Giusso, Sciandr., Siracusa & Brullo
5. Salix aegyptiaca L.
6. Salix aeruginosa E.Carranza
7. Salix alatavica Kar. & Kir. ex Stschegl.
8. Salix alaxensis (Andersson) Coville
9. Salix alba L.
10. Salix alexii-skvortzovii A.P.Khokhr.
11. Salix alpina Scop., Alpska vrba
12. Salix amphibola C.K.Schneid.
13. Salix amplexicaulis Bory
14. Salix amygdaloides Andersson
15. Salix anatolica Ziel. & D.Tomasz.
16. Salix annulifera C.Marquand & Airy Shaw
17. Salix anticecrenata Kimura
18. Salix apennina A.K.Skvortsov
19. Salix apoda Trautv.
20. Salix appendiculata Vill.
21. Salix arbuscula L., planinska vrba
22. Salix arbusculoides Andersson
23. Salix arctica Pall.
24. Salix arctophila Cockerell ex A.Heller
25. Salix argyracea E.L.Wolf
26. Salix argyrocarpa Andersson
27. Salix argyrophegga C.K.Schneid.
28. Salix argyrotrichocarpa C.F.Fang
29. Salix arizonica Dorn
30. Salix arrigonii Brullo
31. Salix athabascensis Raup
32. Salix atopantha C.K.Schneid.
33. Salix atrocinerea Brot.
34. Salix aurita L., Uhorkasta vrba
35. Salix austrotibetica N.Chao
36. Salix babylonica L., Žalosna vrba
37. Salix baileyi C.K.Schneid.
38. Salix baladehensis Maassoumi, Moeeni & Rahimin.
39. Salix balansae Seemen
40. Salix balfouriana C.K.Schneid.
41. Salix ballii Dorn
42. Salix bangongensis Z.Wang & C.F.Fang
43. Salix barclayi Andersson
44. Salix barrattiana Hook.
45. Salix bebbiana Sarg.
46. Salix berberifolia Pall.
47. Salix bicolor Ehrh. ex Willd.
48. Salix bikouensis Y.L.Chou
49. Salix biondiana Seemen
50. Salix bistyla Hand.-Mazz.
51. Salix blakii Goerz
52. Salix blinii H.Lév.
53. Salix boganidensis Trautv.
54. Salix bonplandiana Kunth
55. Salix boothii Dorn
56. Salix bouffordii A.K.Skvortsov
57. Salix brachycarpa Nutt.
58. Salix brachypoda (Trautv. & C.A.Mey.) Kom.
59. Salix breviserrata Flod.
60. Salix breweri Bebb
61. Salix brutia Brullo & Spamp.
62. Salix cacuminis A.K.Skvortsov
63. Salix caesia Vill.
64. Salix calcicola Fernald & Wiegand
65. Salix calyculata Hook.f. ex Andersson
66. Salix cana M.Martens & Galeotti
67. Salix canariensis C.Sm. ex Link
68. Salix candida Flüggé ex Willd.
69. Salix cantabrica Rech.f.
70. Salix caprea L.
71. Salix capusii Franch.
72. Salix carmanica Bornm.
73. Salix caroliniana Michx.
74. Salix cascadensis Cockerell
75. Salix caspica Pall.
76. Salix cathayana Diels
77. Salix caucasica Andersson
78. Salix cavaleriei H.Lév.
79. Salix ceretana (P.Monts.) Chmelar
80. Salix chaenomeloides Kimura
81. Salix chamissonis Andersson
82. Salix characta C.K.Schneid.
83. Salix cheilophila C.K.Schneid.
84. Salix chevalieri Seemen
85. Salix chienii W.C.Cheng
86. Salix chikungensis C.K.Schneid.
87. Salix chlorolepis Fernald
88. Salix cinerea L., Siva vrba,  barska iva, siva iva
89. Salix clathrata Hand.-Mazz.
90. Salix coggygria Hand.-Mazz.
91. Salix columbiana (Dorn) Argus
92. Salix coluteoides Mirb.
93. Salix commutata Bebb
94. Salix contortiapiculata P.I Mao & W.Z.Li
95. Salix cordata Michx.
96. Salix crataegifolia Bertol.
97. Salix cupularis Rehder
98. Salix cyanolimnea Hance
99. Salix dabeshanensis B.C.Ding & T.B.Chao
100. Salix daguanensis P.I Mao & P.X.He
101. Salix daliensis C.F.Fang & S.D.Zhao
102. Salix daltoniana Andersson
103. Salix dalungensis Z.Wang & P.Y.Fu
104. Salix daphnoides Vill., Veleresna vrba, rana vrba
105. Salix darpirensis Jurtzev & A.P.Khokhr.
106. Salix delavayana Hand.-Mazz.
107. Salix delnortensis C.K.Schneid.
108. Salix denticulata Andersson
109. Salix dibapha C.K.Schneid.
110. Salix discolor Muhl.
111. Salix disperma Roxb. ex D.Don
112. Salix dissa C.K.Schneid.
113. Salix divaricata Pall.
114. Salix divergentistyla C.F.Fang
115. Salix doii Hayata
116. Salix dolichostachya Flod.
117. Salix donggouxianica C.F.Fang
118. Salix driophila C.K.Schneid.
119. Salix drummondiana Barratt
120. Salix dshugdshurica A.K.Skvortsov
121. Salix eastwoodiae Cockerell ex A.Heller
122. Salix elbrusensis Boiss.
123. Salix eleagnos Scop., Sivkasta vrba, dlakava vrba
124. Salix elymaitica Maassoumi
125. Salix eriocephala Michx.
126. Salix erioclada H.Lév. & Vaniot
127. Salix eriostachya Wall. ex Andersson
128. Salix ernestii C.K.Schneid.
129. Salix erythrocarpa Kom.
130. Salix etosia C.K.Schneid.
131. Salix excelsa J.F.Gmel.
132. Salix exigua Nutt., kojotova vrba
133. Salix exilifolia Dorn
134. Salix famelica (C.R.Ball) Argus
135. Salix fargesii Burkill
136. Salix farrae C.R.Ball
137. Salix faxonianoides Z.Wang & P.Y.Fu
138. Salix fedtschenkoi Goerz
139. Salix fengiana C.F.Fang & Chang Y.Yang
140. Salix firouzkuhensis Maassoumi
141. Salix flabellaris Andersson
142. Salix floccosa Burkill
143. Salix floridana Chapm.
144. Salix foetida Schleich.
145. Salix forrestii K.S.Hao ex C.F.Fang & A.K.Skvortsov
146. Salix fragilis L.
147. Salix fruticulosa Andersson
148. Salix fulvopubescens Hayata
149. Salix fuscescens Andersson
150. Salix futura Seemen
151. Salix geyeriana Andersson
152. Salix gilashanica Z.Wang & P.Y.Fu
153. Salix gilgiana Seemen
154. Salix glabra Scop.
155. Salix glareorum P.I Mao & W.Z.Li
156. Salix glauca L.
157. Salix glaucosericea Flod.
158. Salix gmelinii Pall.
159. Salix gonggashanica C.F.Fang & A.K.Skvortsov
160. Salix gooddingii C.R.Ball
161. Salix gordejevii Y.L.Chang & A.K.Skvortsov
162. Salix gracilior (Siuzew) Nakai
163. Salix gracilistyla Miq.
164. Salix gussonei Brullo & Spamp.
165. Salix gyamdaensis C.F.Fang
166. Salix gyirongensis S.D.Zhao & C.F.Fang
167. Salix hainanica A.K.Skvortsov
168. Salix haoana Fang
169. Salix hartwegii Benth.
170. Salix hastata L., Kopljastolisna vrba
171. Salix hegetschweileri Heer
172. Salix heishuiensis N.Chao
173. Salix helvetica Vill.
174. Salix herbacea L., patuljasta vrba
175. Salix heterochroma Seemen
176. Salix hookeriana Barratt
177. Salix hukaoana Kimura
178. Salix humboldtiana Willd.
179. Salix humilis Marshall, prerijska vrba
180. Salix hupehensis K.S.Hao ex C.F.Fang & A.K.Skvortsov
181. Salix hylonoma C.K.Schneid.
182. Salix hypoleuca Seemen
183. Salix iliensis Regel
184. Salix inamoena Hand.-Mazz.
185. Salix integra Thunb.
186. Salix interior Rowlee
187. Salix ionica Brullo, Scelsi & Spamp.
188. Salix irrorata Andersson
189. Salix issatissensis Maassoumi, Moeeni & Rahimin.
190. Salix jaliscana M.E.Jones
191. Salix japonica Thunb.
192. Salix jejuna Fernald
193. Salix jenisseensis (F.Schmidt) Flod.
194. Salix jepsonii C.K.Schneid.
195. Salix jessoensis Seemen
196. Salix jinchuanica N.Chao
197. Salix jingdongensis C.F.Fang
198. Salix juparica Goerz ex Rehder & Kobuski
199. Salix jurtzevii A.K.Skvortsov
200. Salix kalarica (A.K.Skvortsov) Vorosch.
201. Salix kamanica Z.Wang & P.Y.Fu
202. Salix kangdingensis S.D.Zhao & C.F.Fang
203. Salix kangensis Nakai
204. Salix kaptarae Cambria, C.Brullo & Brullo
205. Salix karelinii Turcz. ex Stschegl.
206. Salix kazbekensis A.K.Skvortsov
207. Salix khokhriakovii A.K.Skvortsov
208. Salix kichiana Trautv.
209. Salix kikodseae Goerz
210. Salix kinuyanagi Kimura
211. Salix kirilowiana Stschegl.
212. Salix kochiana Trautv.
213. Salix koeieana A.K.Skvortsov
214. Salix kongbanica Z.Wang & P.Y.Fu
215. Salix koriyanagi Kimura ex Goerz
216. Salix kouytchensis (H.Lév.) C.K.Schneid.
217. Salix krylovii E.L.Wolf
218. Salix kungmuensis P.I.Mao & W.Z.Li
219. Salix kunyangensis S.S.Ying
220. Salix kusanoi (Hayata) C.K.Schneid.
221. Salix kusnetzowii Laksch. ex Goerz
222. Salix lacus-tari Maassoumi & Kazempour
223. Salix laevigata Bebb
224. Salix laggeri Wimm.
225. Salix lamashanensis K.S.Hao ex C.F.Fang & A.K.Skvortsov
226. Salix lanata L., vunasta vrba
227. Salix lanifera C.F.Fang & S.D.Zhao
228. Salix lapponum L., laponska vrba
229. Salix lasiolepis Benth.
230. Salix ledebouriana Trautv.
231. Salix ledermannii Seemen
232. Salix lemmonii Bebb
233. Salix ligulifolia (C.R.Ball) C.R.Ball ex C.K.Schneid.
234. Salix limprichtii Pax & K.Hoffm.
235. Salix lindleyana Wall. ex Andersson
236. Salix liouana C.Wang & Chang Y.Yang
237. Salix longiamentacea Charit.
238. Salix longiflora Wall. ex Andersson
239. Salix longissimipedicellaris N.Chao ex P.I Mao
240. Salix longistamina Z.Wang & P.Y.Fu
241. Salix lucida Muhl., sjajna vrba
  1. Salix lucida subsp. lasiandra – pacifička vrba
242. Salix luctuosa H.Lév.
243. Salix ludingensis T.Y.Ding & C.F.Fang
244. Salix ludlowiana A.K.Skvortsov
245. Salix lutea Nutt.
246. Salix luzhongensis X.W.Li & Y.Q.Zhu
247. Salix maccalliana Rowlee
248. Salix macilenta Andersson
249. Salix macroblasta C.K.Schneid.
250. Salix madagascariensis Bojer ex Andersson
251. Salix maerkangensis N.Chao
252. Salix magadanensis Nedol.
253. Salix magnifica Hemsl.
254. Salix maizhokunggarensis N.Chao
255. Salix matsudana Koidz.
256. Salix mazzettiana N.Chao
257. Salix medogensis Y.L.Chou
258. Salix melanopsis Nutt.
259. Salix mesnyi Hance
260. Salix metaglauca Chang Y.Yang
261. Salix mexicana Seemen
262. Salix michelsonii Goerz ex Nasarow
263. Salix microstachya Turcz. ex Trautv.
264. Salix mielichhoferi Saut. ex Janch.
265. Salix minjiangensis N.Chao
266. Salix miyabeana Seemen
267. Salix moczalovae Barkalov
268. Salix monochroma C.R.Ball
269. Salix monticola Bebb
270. Salix montifringillarum Fern.Prieto, Nava, Bueno Sánchez, Sánchez Corominas & Vázquez
271. Salix morrisonicola Kimura
272. Salix moupinensis Franch.
273. Salix mucronata Thunb.
274. Salix muliensis Goerz ex Rehder & Kobuski
275. Salix myricoides Muhl.
276. Salix myrsinifolia Salisb., Crnkasta vrba
277. Salix myrsinites L.
278. Salix myrtillacea Andersson
279. Salix myrtillifolia Andersson
280. Salix myrtilloides L., tresetna vrba
281. Salix nakamurana Koidz.
282. Salix nasarovii A.K.Skvortsov
283. Salix nebrodensis C.Brullo, Brullo, Cambria & Giusso
284. Salix neoamnematchinensis T.Y.Ding & C.F.Fang
285. Salix neolapponum Chang Y.Yang
286. Salix nigra Marshall
287. Salix niphoclada Rydb.
288. Salix nivalis Hook.
289. Salix nujiangensis N.Chao
290. Salix nummularia Andersson
291. Salix nuristanica A.K.Skvortsov
292. Salix obscura Andersson
293. Salix ochetophylla Goerz
294. Salix okamotoana Koidz.
295. Salix olaensis Barkalov
296. Salix olgae Regel
297. Salix omeiensis C.K.Schneid.
298. Salix opsimantha C.K.Schneid.
299. Salix oreinoma C.K.Schneid.
300. Salix oreophila Hook.f. ex Andersson
301. Salix orestera C.K.Schneid.
302. Salix oritrepha C.K.Schneid.
303. Salix oropotamica Brullo, F.Scelsi & G.Spamp.
304. Salix ovalifolia Trautv.
305. Salix paradoxa Kunth
306. Salix paraflabellaris S.D.Zhao
307. Salix paraheterochroma Z.Wang & P.Y.Fu
308. Salix paraphylicifolia Chang Y.Yang
309. Salix paraplesia C.K.Schneid.
310. Salix paratetradenia Z.Wang & P.Y.Fu
311. Salix parvidenticulata C.F.Fang
312. Salix pedicellaris Pursh
313. Salix pedicellata Desf.
314. Salix pella C.K.Schneid.
315. Salix pellita (Andersson) Bebb
316. Salix pentandra L., Višeprašnička vrba, lovor vrba, prašljika,
317. Salix pentandrifolia Sennikov
318. Salix permollis Z.Wang & C.Y.Yu
319. Salix perrieri Leroy
320. Salix petiolaris Sm.
321. Salix petrophila Rydb.
322. Salix phaidima C.K.Schneid.
323. Salix phanera C.K.Schneid.
324. Salix phlebophylla Andersson
325. Salix phylicifolia L.
326. Salix pierotii Miq.
327. Salix pilosomicrophylla Z.Wang & P.Y.Fu
328. Salix pilushanensis S.S.Ying
329. Salix piptotricha Hand.-Mazz.
330. Salix planifolia Pursh
331. Salix plectilis Kimura
332. Salix plocotricha C.K.Schneid.
333. Salix polaris Wahlenb.
334. Salix polyclona C.K.Schneid.
335. Salix praticola Hand.-Mazz. ex Enander
336. Salix prolixa Andersson
337. Salix psammophila Z.Wang & Chang Y.Yang
338. Salix pseudocalyculata Kimura
339. Salix pseudodepressa A.K.Skvortsov
340. Salix pseudomedemii E.L.Wolf
341. Salix pseudomonticola C.R.Ball
342. Salix pseudomyrsinites Andersson
343. Salix pseudopentandra (Flod.) Flod.
344. Salix pseudopermollis C.Y.Yu & Chang Y.Yang
345. Salix pseudospissa Goerz ex Rehder & Kobuski
346. Salix pseudotangii Z.Wang & C.Y.Yu
347. Salix pseudowallichiana Goerz ex Rehder & Kobuski
348. Salix pseudowolohoensis K.S.Hao ex C.F.Fang & A.K.Skvortsov
349. Salix psilostigma Andersson
350. Salix pulchra Cham.
351. Salix purpurea L.,  – Vrba rakita, vrba rakita
352. Salix pycnostachya Andersson
353. Salix pyrenaica Gouan
354. Salix pyrifolia Andersson
355. Salix pyrolifolia Ledeb.
356. Salix qamdoensis N.Chao & J.Liu
357. Salix qinghaiensis Y.L.Chou
358. Salix qinlingica Z.Wang & N.Chao
359. Salix radinostachya C.K.Schneid.
360. Salix raupii Argus
361. Salix rectijulis Ledeb. ex Trautv.
362. Salix recurvigemmata A.K.Skvortsov
363. Salix rehderiana C.K.Schneid.
364. Salix reinii Franch. & Sav. ex Seemen
365. Salix reinii-affinis A.E.Kozhevn. & Kozhevnikova
366. Salix repens L.
367. Salix reptans Rupr.
368. Salix resecta Diels
369. Salix resectoides Hand.-Mazz.
370. Salix reticulata L., mrežičasta vrba
371. Salix retusa L., Planinska vrba, vrba pećinarka
372. Salix rhamnifolia Pall.
373. Salix rhododendrifolia Z.Wang & P.Y.Fu
374. Salix rhododendroides Z.Wang & C.Y.Yu
375. Salix rhoophila C.K.Schneid.
376. Salix richardsonii Hook.
377. Salix riskindii M.C.Johnst.
378. Salix rizeensis Güner & Zielinski
379. Salix rockii Goerz ex Rehder & Kobuski
380. Salix rorida Laksch.
381. Salix rosmarinifolia L.
382. Salix rosthornii Seemen
383. Salix rotundifolia Trautv.
384. Salix rupifraga Koidz.
385. Salix sajanensis Nasarow
386. Salix salviifolia Brot.
387. Salix salwinensis Hand.-Mazz. ex Enander
388. Salix saposhnikovii A.K.Skvortsov
389. Salix saxatilis Turcz.
390. Salix schmidtiana Barkalov
391. Salix schwerinii E.L.Wolf
392. Salix sclerophylla Andersson
393. Salix scouleriana Barratt
394. Salix sericea Marshall
395. Salix sericocarpa Andersson
396. Salix serissima (Bailey) Fernald
397. Salix serpillifolia Scop.
398. Salix sessilifolia Nutt.
399. Salix setchelliana C.R.Ball
400. Salix shandanensis C.F.Fang
401. Salix shangchengensis B.C.Ding & T.B.Chao
402. Salix shihtsuanensis Z.Wang & C.Y.Yu
403. Salix shiraii Seemen
404. Salix sieboldiana Blume
405. Salix sikkimensis Andersson
406. Salix silesiaca Willd.
407. Salix silicicola Raup
408. Salix sinica (K.S.Hao ex C.F.Fang & A.K.Skvortsov) G.H.Zhu
409. Salix sinopurpurea Z.Wang & Chang Y.Yang
410. Salix sitchensis Sanson ex Bong.
411. Salix songarica Andersson
412. Salix souliei Seemen
413. Salix spathulifolia Seemen
414. Salix sphaeronymphe Goerz
415. Salix sphenophylla A.K.Skvortsov
416. Salix spodiophylla Hand.-Mazz.
417. Salix staintoniana A.K.Skvortsov
418. Salix starkeana Willd.
419. Salix stolonifera Coville
420. Salix stomatophora Flod.
421. Salix subfragilis Andersson
422. Salix subopposita Miq.
423. Salix suchowensis W.C.Cheng
424. Salix sungkianica Y.L.Chou & A.K.Skvortsov
425. Salix tagawana Koidz.
426. Salix taipaiensis C.Y.Yu
427. Salix taishanensis Z.Wang & C.F.Fang
428. Salix taiwanalpina Kimura
429. Salix tangii K.S.Hao ex C.F.Fang & A.K.Skvortsov
430. Salix taraikensis Kimura
431. Salix tarbagataica Chang Y.Yang
432. Salix tarraconensis Pau
433. Salix taxifolia Kunth
434. Salix tenella C.K.Schneid.
435. Salix tengchongensis C.F.Fang
436. Salix tenuijulis Ledeb.
437. Salix tetrasperma Roxb.
438. Salix thomsoniana Andersson
439. Salix thorelii Dode
440. Salix tianschanica Regel
441. Salix tibetica Goerz ex Rehder & Kobuski
442. Salix tonkinensis Seemen
443. Salix trabzonica A.K.Skvortsov
444. Salix tracyi C.R.Ball
445. Salix triandra L., Bademasta vrba
446. Salix triandroides W.P.Fang
447. Salix trichocarpa C.F.Fang
448. Salix tschuktschorum A.K.Skvortsov
449. Salix turanica Nasarow
450. Salix turczaninowii Laksch.
451. Salix turnorii Raup
452. Salix tweedyi (Bebb ex Rose) C.R.Ball
453. Salix tyrrellii Raup
454. Salix tyrrhenica Brullo, F.Scelsi & G.Spamp.
455. Salix udensis (Wimm.) Trautv. & C.A.Mey.
456. Salix uralicola I.V.Belyaeva
457. Salix ustnerensis (Bolsch.) Baikov
458. Salix uva-ursi Pursh
459. Salix variegata Franch.
460. Salix vestita Pursh
461. Salix viminalis L., Košaračka vrba
462. Salix vinogradovii A.K.Skvortsov
463. Salix viridiformis Maassoumi
464. Salix vulpina Andersson
465. Salix waldsteiniana Willd., valdstajnova vrba
466. Salix warburgii Seemen
467. Salix weixiensis Y.L.Chou
468. Salix wilhelmsiana M.Bieb.
469. Salix wilsonii Seemen
470. Salix wolfii Bebb
471. Salix wolohoensis C.K.Schneid.
472. Salix woroschilovii Barkalov
473. Salix wuxuhaiensis N.Chao
474. Salix xanthicola K.I.Chr.
475. Salix xiaoguangshanica Y.L.Chou & N.Chao
476. Salix xizangensis Y.L.Chou
477. Salix yanbianica C.F.Fang & Chang Y.Yang
478. Salix yuhuangshanensis Z.Wang & C.Y.Yu
479. Salix yumenensis H.L.Yang
480. Salix zangica N.Chao
481. Salix zayulica Z.Wang & C.F.Fang
482. Salix zhegushanica N.Chao
483. Salix ×aberrans A.Camus & E.G.Camus
484. Salix ×algista C.K.Schneid.
485. Salix ×altobracensis H.J.Coste
486. Salix ×ambigua Ehrh.
487. Salix ×amoena Fernald
488. Salix ×ampherista C.K.Schneid.
489. Salix ×angusensis Rech.f.
490. Salix ×arakiana Koidz.
491. Salix ×ardana Ziel. & Petrova
492. Salix ×argusii B.Boivin
493. Salix ×arikae H.Ohashi & Yonek.
494. Salix ×aschersoniana Seemen
495. Salix ×atroelaeagnos L.Serra & M.B.Crespo
496. Salix ×austriaca Host
497. Salix ×balfourii E.F.Linton
498. Salix ×beckiana Beck
499. Salix ×beckii Soó
500. Salix ×besschelii B.Boivin
501. Salix ×bifida Wulfen
502. Salix ×blakolgae Drobow
503. Salix ×blyttiana Andersson
504. Salix ×boettcheri Seemen
505. Salix ×boulayi F.Gérard
506. Salix ×brachypurpurea B.Boivin
507. Salix ×buseri Favrat
508. Salix ×calliantha Jos.Kern.
509. Salix ×canescens Willd.
510. Salix ×capnoides A.Kern. & Jos.Kern. ex Beck
511. Salix ×capreola A.Kern. ex Andersson
512. Salix ×cernua E.F.Linton
513. Salix ×charrieri Chass.
514. Salix ×coerulescens Döll
515. Salix ×confinis A.Camus & E.G.Camus
516. Salix ×conifera Wangenh.
517. Salix ×cottetii A.Kern.
518. Salix ×cremnophila Kimura
519. Salix ×cryptodonta Fernald
520. Salix ×devestita Arv.-Touv.
521. Salix ×dichroa Döll
522. Salix ×dieckiana Suksd.
523. Salix ×digenea Jos.Kern.
524. Salix ×doniana Sm.
525. Salix ×dutillyi Lepage
526. Salix ×erdingeri A.Kern.
527. Salix ×eriocataphylla Kimura
528. Salix ×eriocataphylloides Kimura
529. Salix ×eriophora Borbás
530. Salix ×euerata Kimura
531. Salix ×euryadenia Ausserd. ex A.Kern.
532. Salix ×felina Buser ex A.Camus & E.G.Camus
533. Salix ×finnmarchica Willd.
534. Salix ×flueggeana Willd.
535. Salix ×forbesiana Druce
536. Salix ×forbyana Sm.
537. Salix ×fragilis L.,  – Krhka vrba
538. Salix ×friesiana Andersson
539. Salix ×fruticosa Döll
540. Salix ×gaspensis C.K.Schneid.
541. Salix ×gillotii A.Camus & E.G.Camus
542. Salix ×glatfelteri C.K.Schneid.
543. Salix ×grahamii Borrer ex Baker
544. Salix ×grayi C.K.Schneid.
545. Salix ×hachiojiensis Yoshiyama
546. Salix ×hankensonii Dode
547. Salix ×hapala Kimura
548. Salix ×hatusimae Kimura
549. Salix ×hayatana Kimura
550. Salix ×hebecarpa (Fernald) Fernald
551. Salix ×hermaphroditica L.
552. Salix ×hiraoana Kimura
553. Salix ×hirsutophylla A.Camus & E.G.Camus
554. Salix ×hirtii Strähler
555. Salix ×hisauchiana Koidz.
556. Salix ×holosericea Willd.
557. Salix ×hostii A.Kern.
558. Salix ×hudsonensis C.K.Schneid.
559. Salix ×ikenoana Kimura
560. Salix ×intermedia Host
561. Salix ×inticensis Huter
562. Salix ×irreflexa Borbás
563. Salix ×iwahisana Kimura
564. Salix ×jamesensis Lepage
565. Salix ×japopina Kimura
566. Salix ×jesupii Fernald
567. Salix ×kamikotica Kimura
568. Salix ×kawamurana Kimura
569. Salix ×koidzumii Kimura
570. Salix ×koiei Kimura
571. Salix ×krausei Andersson
572. Salix ×kudoi Kimura
573. Salix ×lambertiana Sm.
574. Salix ×laschiana Zahn
575. Salix ×latifolia J.Forbes
576. Salix ×laurentiana Fernald
577. Salix ×laurina Sm.
578. Salix ×legionensis Llamas & Penas
579. Salix ×leiophylla A.Camus & E.G.Camus
580. Salix ×leucopithecia Kimura
581. Salix ×liegnitzensis A.Camus & E.G.Camus
582. Salix ×lintonii A.Camus & E.G.Camus
583. Salix ×litigiosa A.Camus & E.G.Camus
584. Salix ×lochsiensis D.J.Tennant
585. Salix ×longissima T.E.Díaz & J.Andrés
586. Salix ×ludibunda A.Camus & E.G.Camus
587. Salix ×ludificans F.B.White
588. Salix ×lyonensis D.J.Tennant
589. Salix ×marchettii Merli & F.Martini
590. Salix ×margaretae Seemen
591. Salix ×margarita F.B.White
592. Salix ×mariana Wol.
593. Salix ×maritima Hartig
594. Salix ×matsumurae Seemen
595. Salix ×meikleana D.J.Tennant
596. Salix ×microstemon Kimura
597. Salix ×mollissima Hoffm. ex Elwert
598. Salix ×montana Host
599. Salix ×multinervis Döll
600. Salix ×myrtoides Döll
601. Salix ×nasuensis Kimura
602. Salix ×neuburgensis Erdner
603. Salix ×nobrei Samp. ex Cout.
604. Salix ×notha Andersson
605. Salix ×obtusata Fernald
606. Salix ×obtusifolia Willd.
607. Salix ×oleifolia Vill.
608. Salix ×onychiophylla Andersson
609. Salix ×peasei Fernald
610. Salix ×pedionoma Kimura
611. Salix ×pedunculata Fernald
612. Salix ×peloritana Prestandr. ex Tineo
613. Salix ×pendulina Wender.
614. Salix ×permixta Jeanne Webb
615. Salix ×perthensis Druce
616. Salix ×phaeophylla Andersson
617. Salix ×pithoensis Rouy
618. Salix ×polgari Soó
619. Salix ×pormensis T.E.Díaz & Llamas
620. Salix ×praegaudens H.Ohashi & Yoshiyama
621. Salix ×princeps-ourayi Kelso
622. Salix ×pseudodoniana Rouy
623. Salix ×pseudoelaeagnos T.E.Díaz & Llamas
624. Salix ×pseudoglauca Andersson
625. Salix ×pseudopaludicola Kimura
626. Salix ×pseudosalvifolia T.E.Díaz & E.Puente
627. Salix ×punctata Wahlenb.
628. Salix ×quercifolia Sennen ex Goerz
629. Salix ×reichardtii A.Kern.
630. Salix ×retusoides Jos.Kern.
631. Salix ×rijosa Rivas Mart., T.E.Díaz, Fern.Prieto, Loidi & Penas
632. Salix ×rubella Bebb ex Rowlee & Wiegand
633. Salix ×rubra Huds.
634. Salix ×rubriformis Tourlet
635. Salix ×rugulosa Andersson
636. Salix ×sadleri Syme
637. Salix ×sakaii H.Ohashi & Yonek.
638. Salix ×sakamakiensis Yoshiyama
639. Salix ×saxetana F.B.White
640. Salix ×schaburovii I.V.Belyaeva
641. Salix ×schatilowii R.I.Schröd. ex Dippel
642. Salix ×schatzii Sagorski
643. Salix ×schneideri B.Boivin
644. Salix ×scholzii Rouy
645. Salix ×schumanniana Seemen
646. Salix ×scrobigera Wol.
647. Salix ×secerneta F.B.White
648. Salix ×semimyrtilloides A.Camus & E.G.Camus
649. Salix ×seminigricans A.Camus & E.G.Camus
650. Salix ×semireticulata F.B.White
651. Salix ×sendaica Kimura
652. Salix ×sesquitertia F.B.White
653. Salix ×sibyllina F.B.White
654. Salix ×sigemitui Kimura
655. Salix ×simulatrix F.B.White
656. Salix ×sirakawensis Kimura
657. Salix ×sobrina F.B.White
658. Salix ×solheimii Kelso
659. Salix ×sonderiana Junge
660. Salix ×speciosa Host
661. Salix ×straehleri Seemen
662. Salix ×strepida J.Forbes
663. Salix ×subglabra A.Kern.
664. Salix ×subsericea Döll
665. Salix ×sugayana Kimura
666. Salix ×superata F.B.White
667. Salix ×tamagawaensis Yoshiyama & Yamaguchi
668. Salix ×tambaensis Koidz. & Araki
669. Salix ×taoensis Goerz ex Rehder & Kobuski
670. Salix ×taylorii Rech.f.
671. Salix ×tetrapla Walk.
672. Salix ×thaymasta Kimura
673. Salix ×tomentella A.Camus & E.G.Camus
674. Salix ×turfosa A.Camus & E.G.Camus
675. Salix ×turumatii Kimura
676. Salix ×ungavensis Lepage
677. Salix ×velchevii Ziel. & Pancheva
678. Salix ×velenovskyi Servít
679. Salix ×waghornei Rydb.
680. Salix ×wardiana Leefe ex F.B.White
681. Salix ×wiegandii Fernald
682. Salix ×wimmeri A.Kern.
683. Salix ×woloszczakii Zalewski
684. Salix ×wrightii Andersson
685. Salix ×wyomingensis Rydb.
686. Salix ×zhataica Efimova, Shurduk & Ahti